# Новоорловське міське поселення
Новоорло́вське міське поселення (рос. Новоорловское городское поселение) — міське поселення у складі Агінського району Забайкальського краю Росії.
Адміністративний центр та єдиний населений пункт — селище міського типу Новоорловськ.

## Населення
Населення міського поселення становить 2793 особи (2019; 3110 у 2010, 2859 у 2002).